# Bazhong
Bazhong is een stad in het noordoosten van de Chinese provincie Sichuan. Bazhong ligt in de prefectuur Bazhong en is de zetel van deze prefectuur. De stad Bazhong heeft 1.126.790 inwoners (2013). De prefectuur telt 3.284.000 inwoners.